# Heterorotula capewelli
Heterorotula capewelli är en svampdjursart som först beskrevs av James Scott Bowerbank 1863.  Heterorotula capewelli ingår i släktet Heterorotula och familjen Spongillidae. Inga underarter finns listade i Catalogue of Life.